# Murat Muqajew
Murat Rachmetuly Muqajew (kasachisch Мұрат Рахметұлы Мұқаев, russisch Мурат Рахметович Мукаев Murat Rachmetowitsch Mukajew; * 1969) ist ein kasachischer Politiker. Von Juli 2017 bis August 2019 war er Bürgermeister der Stadt Oral.

## Leben
Murat Muqajew wurde 1969 in Westkasachstan geboren. Er hat einen Abschluss in Wirtschaftswissenschaften vom Landwirtschaftlichen Institut Westkasachstan und einen weiteren Abschluss in Rechtswissenschaften von der Kaspischen Universität in Almaty.
Seine berufliche Laufbahn begann Muqajew 1992 bei der Steueraufsichtsbehörde des ehemaligen Bezirks Furmanov in Westkasachstan. Ab 1994 arbeitete er im kasachischen Bankensektor. So war er zuerst bei der Zweigstelle der Igilik Bank in Oral beschäftigt und leitete ab 1996 die regionale Zweigstelle der Halyk Bank. Anschließend war er ab 1997 für die kasachische Zollbehörde tätig. Folgend arbeitete er in der Zollstelle im Grenzort Saiqyn in Westkasachstan und zwischen 1999 und 2004 war er in verschiedenen Positionen bei der Zollkontrollabteilung der Region Westkasachstan beschäftigt. Von 2004 bis 2007 war er Leiter des Zollstelle in Oral und anschließend stellvertretender Leiter der Zollstelle in Öskemen in Ostkasachstan. Von 2009 bis 2011 leitete er die Zollstelle in Tasqala.
Ab 2011 war Muqajew bei der Stadtverwaltung von Oral beschäftigt. Am 28. Juni 2013 wurde er zum Äkim des Bezirks Schänibek in Westkasachstan ernannt. Ab dem 25. Mai 2016 war er Äkim des Bezirks Terekti. Seit dem 1. Juli 2017 war er Bürgermeister der Stadt Oral. Am 12. August 2019 wurde er von diesem Posten entlassen. Seit dem 14. August 2019 ist er erster stellvertretender Parteivorsitzender der regionalen Niederlassung der Partei Nur Otan in Westkasachstan.